# Rasa de les Berques
La Rasa de les Berques és un torrent afluent per l'esquerra de la Rasa del Coll que neix a 525 m. al nord-est de la masia de Vilamosa. De direcció global cap a les 7 del rellotge, desguassa al seu col·lector a uns 500 m. al sud-est de la masia de Junyent. Fa tot el seu curs pel terme municipal de Castellar de la Ribera.

## Xarxa hidrogràfica
La seva xarxa hidrogràfica, que també transcorre íntegrament pel terme municipal de Castellar de la Ribera, està constituïda per quatre cursos fluvials la longitud total dels quals suma 3.844 m.